# Лоус, Сэм
Сэм Лоус (англ. Sam Lowes; род. 14 сентября 1990, Линкольн, Англия) — британский мотогонщик, чемпион мира по шоссейно-кольцевых мотогонок серии WSS (2013) и чемпион Великобритании в том же классе (2010). В сезоне 2016 выступает в серии MotoGP в классе Moto2 за команду «Federal Oil Gresini Moto2» под номером 22.

## Биография
Впервые за руль мотоцикла Сэм сел в возрасте восьми лет, когда начал выступать в соревнованиях по мотокроссу. Он достиг некоторого успеха в этой дисциплине, выиграв два клубных чемпионата, но его конечной целью всегда было участие в шоссейно-кольцевых гонках. В 2002 году Сэм принял участие в чемпионате серии JRA Championship, где финишировал четвертым. На следующий сезон он перешел к чемпионату Aprilia Superteen, где одержал три победы и занял шестое место в общем зачете.
В 2004 году Сэм впервые сел за руль мотоцикла в гран-при, приняв участие в соревнованиях класса 125cc серии MRO Championship, где финишировал четвертым. В возрасте 15 лет Сэм дебютировал в британском чемпионате в классе 125cc, а через год одержал в серии свою первую победу и занял шестое место в общем зачете.
В 2007 году Лоус выступил в британском чемпионате Supersport. В следующем году он присоединился к своего брата-близнеца Алекса в Европейском чемпионате Superstock 600. После окончания сезона вернулся обратно в Великобританию, чтобы с нового года бороться в британской серии Supersport Cup, где он стал чемпионом, выиграв 9 из 11 раундов.
Сезон 2010 стал годом очередного триумфа: Сэм выиграл британский чемпионат Supersport, завоевав титул в предпоследнем туре в Сильверстоуне. Во время сезона Лоус установил несколько рекордов круга, одержав три поул-позиции и пять побед.
В 2011 году Лоус дебютировал в чемпионате мира Supersport и уже в первом сезоне достиг впечатляющих результатов, заняв в общем зачете шестое место с шестью подиумами в двенадцати гонках. Сэм оставался в серии WSS на сезон 2012, в котором выиграл две гонки и занял третье место в общем зачете.
2013 год стал самым успешным в карьере Сэма. Во время сезона он выиграл шесть гонок и был на подиуме 11 раз, обеспечив себе титул чемпиона досрочно, за один тур до окончания чемпионата.
На сезон 2014 Сэм был приглашен итальянским производителем мотоциклов Speed Up дебютировать вместе с заводской командой в самых престижных соревнованиях двухколесного мира серии MotoGP, в классе Moto2.
В дебютном сезоне британец основном работал над совершенствованием мотоцикла и приспособлением к новым для себя условиям и правилам. Однако уже со следующего сезона Сэм продемонстрировал свои лучшие качества. В первой же гонке чемпионата в Катаре он получил дебютный для себя поул, хотя и в гонке потерпел аварию и не смог финишировать. Во второй гонке сезона, в Техасе, британец реабилитировался, одержав свою первую победу в серии, проехав по ходу гонки еще и быстрейший круг, также первое для себя. Добавив течение сезона в свой актив еще 4 подиумы (три третьих места в Америке, Нидерландах и Арагоне и одно второе в Австралии), Сэм занял четвертое место в общем зачете, чем вызвал интерес со стороны команд «королевского» класса, в частности команды «Aprilia Racing Team Gresini», с которой подписал предварительный контракт для выступлений на сезон 2016. Однако, через некоторое время, начало действия контракта был перенесен на 2017 год, а Сэм на следующий сезон присоединился к команде «Federal Oil Gresini Moto2».
Получив в свое распоряжение лучший мотоцикл класса Kalex Moto2, Лоус уже в дебютных этапах сезона 2016 стал демонстрировать высокие результаты. И, хотя в Катаре он финишировал лишь девятым, однако в двух последующих гонках (в Аргентине и Америке) финишировал вторым, что позволило ему возглавить общий зачет. В следующей гонке в Испании он подкрепил свои чемпионские амбиции, одержав первую победу в сезоне.